# Venancio de Camerino
Venancio de Camerino (San Venanzio en italiano; f. 18 de mayo de 251 o 253) es santo patrón de Camerino, Italia. La tradición cristiana sostiene que, cuando tenía 15 años, fue torturado y martirizado en Camerino durante las persecuciones de Decio. Fue martirizado junto a diez cristianos más, incluido el sacerdote Porfirio, tutor de Venancio, y Leoncio, obispo de Camerino.
Antes Venancio fue azotado, quemado con antorchas y colgado boca abajo sobre un fuego. Le arrancaron los dientes y le rompieron la mandíbula, lanzándolo posteriormente a los leones. Una leyenda del siglo XI afirmaba que pudo escapar de Camerino y esconderse en Raiano, donde se erigió una iglesia en su honor.

## Veneración
Venancio fue enterrado a las afueras de las murallas de Camerino, donde se construyó una basílica en el siglo V, reconstruida en los siglos posteriores. El culto de Venancio se popularizó, apareciendo en monedas y siendo invocado para la cura de los enfermos de lepra y de úlceras. Venancio sustituyó a San Ansovino como el patrón de la ciudad. 
En 1259, durante la destrucción de Camerino por las tropas de Manfredo de Sicilia, las reliquias de Venancio fueron llevadas a Castel dell'Ovo en Nápoles. Fueron restituidas a Camerino en 1269 por orden del Papa Clemente IV, enemigo de Manfredo. 
En el siglo XVII, el papa Clemente X, que fue anteriormente obispo de Camerino, le canonizó, contribuyó a establecer el culto, a elevar el rito y a promover una composición de himnos para el oficio de Venancio.